# Galearia coleopteroides
Galearia coleopteroides is een vliesvleugelig insect uit de familie Eucharitidae. De wetenschappelijke naam is voor het eerst geldig gepubliceerd in 1839 door Waterhouse.